# Isola Margherita
L'isola Margherita (in ungherese Margit-sziget) è un'isola del Danubio, lunga 2770 metri, larga fino a 515 metri, 0,965 km² di superficie e si trova nella città di Budapest.
Da un punto di vista amministrativo, fa parte della XIII circoscrizione di Budapest. L'isola è per lo più occupata da un parco molto affollato nei mesi estivi. Due ponti la collegano alle rive della città, il ponte Árpád a nord e il ponte Margit a sud che prende il nome dall'isola stessa.
In origine, l'isola era 102,5 metri sopra il livello del mare, ma è stata "sollevata", fino a raggiungere l'altezza di 104,85 metri sopra il livello del mare per prevenire le conseguenze delle alluvioni.

## Nome
L'isola era chiamata Nyulak szigete ("Isola delle lepri" in italiano) nel Medioevo; il nome attuale dell'isola deriva da santa Margherita d'Ungheria, figlia di Béla IV, che visse nel monastero delle Domenicane di Santa Maria, fatto erigere dal padre e situato sulla medesima isola, dal 1252 fino alla morte, avvenuta nel 1271. Sull'isola sono presenti ruderi della chiesa e del convento che ospitava la santa ungherese. Altri nomi dell'isola furono Nagyboldogasszony-sziget ("Isola della Nostra Signora"), Úr-sziget ("Isola dei nobili"), Budai-sziget ("Isola Buda"), Dunai-sziget ("Isola del Danubio") e Palatinus-sziget ("Isola palatina").

## Storia
I cavalieri ospitalieri si stabilirono sull'isola nel XII secolo. I monumenti storici, ancora oggi visibili, sono le rovine della chiesa francescana e della chiesa e del convento dominicano, entrambe del XIII secolo. È presente anche una chiesa premostratense del XII secolo. Anche alcuni membri dell'Ordine di Sant'Agostino vissero sull'isola.

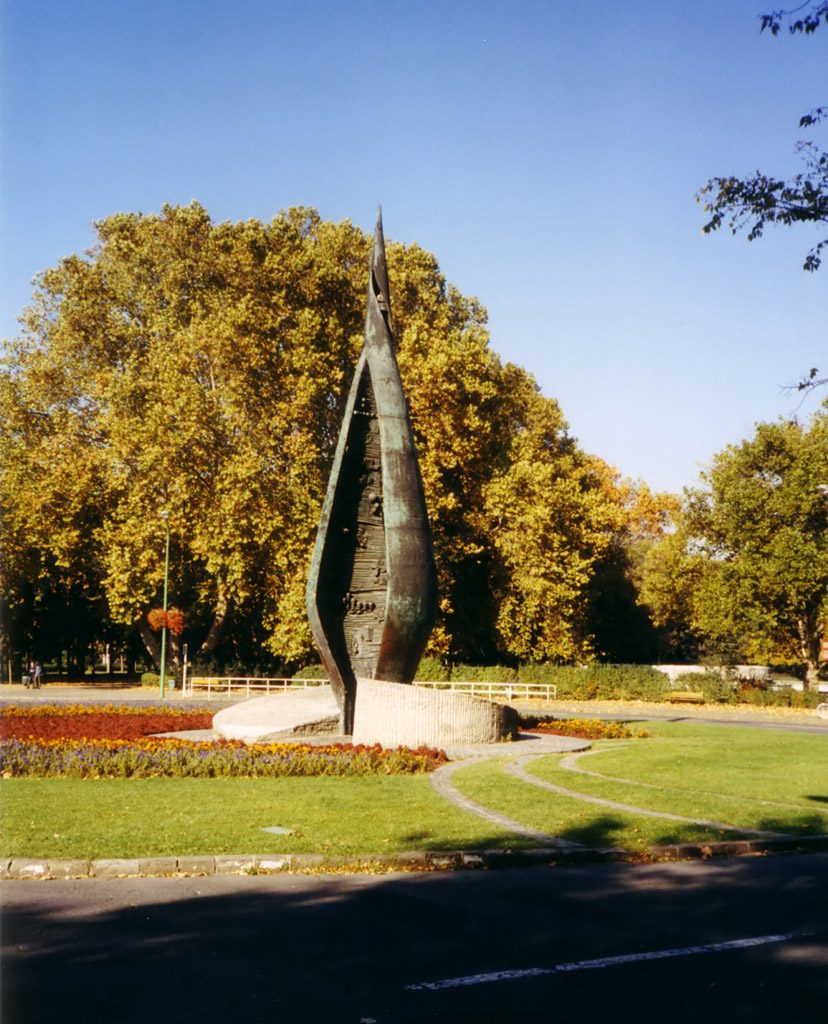
Il Memoriale del Centenario di Budapest

L'isola era dominata da conventi e chiese fino al XVI secolo. Durante le guerre ottomane i monaci e i frati fuggirono e gli edifici vennero distrutti. Nel XVIII secolo, venne scelta come sede dei palatini. Venne dichiarata Parco pubblico nel 1908.
L'ingresso delle automobili è limitato solo a casi particolari; solo una linea di autobus e i taxi hanno il permesso di entrarvi; nella parte nord dell'isola si trova un parcheggio.

## Siti di rilievo
Tra le più importanti attrazioni dell'isola troviamo; 
- il Memoriale del Centenario del 1973, che commemorava il centesimo anniversario dell'unificazione della città;
- un piccolo giardino giapponese;
- un piccolo zoo, contenente una grande varietà di anatre esotiche, oltre che altri animali;
- il "Pozzo musicale" (Zenélő kút), un piccolo padiglione, costruito in origine per concerti, situato vicino al ponte Árpád;
- la "Fontana musicale" (Zenélő szökőkút), una fontana vicino alla quale si suona della musica e, in estate, si eseguono spettacoli di luce, situata vicino al ponte Margit. Gli zampilli della fontana si muovono al ritmo di musica classica (il programma musicale è esposto accanto alla fontana stessa. L'ultimo brano è Con te partirò);
- un serbatoio idrico a torre ottagonale, alta 57 metri, costruita in stile Art Nouveau nel 1911.

La "Fontana Musicale" e il Serbatoio a torre sono siti protetti dall'UNESCO.
Sull'isola sono situate numerose strutture sportive, come il Parco acquatico Palatino (il più grande complesso all'aperto di nuoto a Budapest), lo stadio del nuoto Alfréd Hajós (dove si disputarono i Campionati europei di nuoto nel 1958 e nel 2006), uno stadio di tennis e un centro atletico.

## Galleria d'immagini

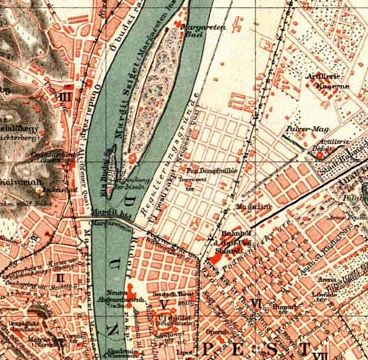
L'isola Margherita nel 1888: il ponte non era ancora collegato all'isola
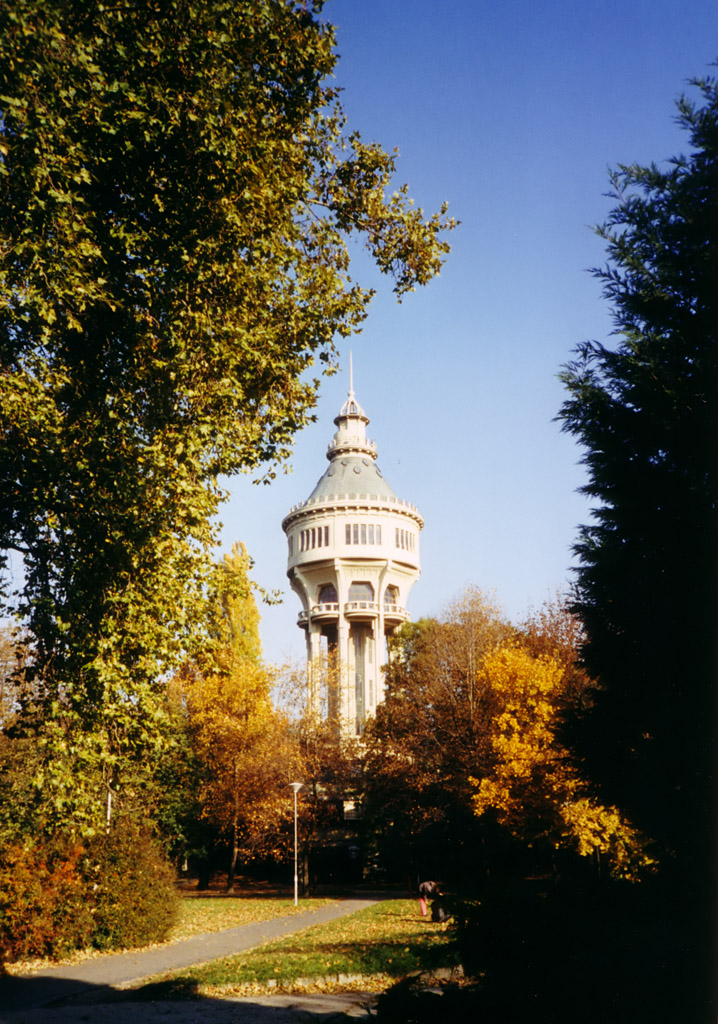
Il serbatoio idrico
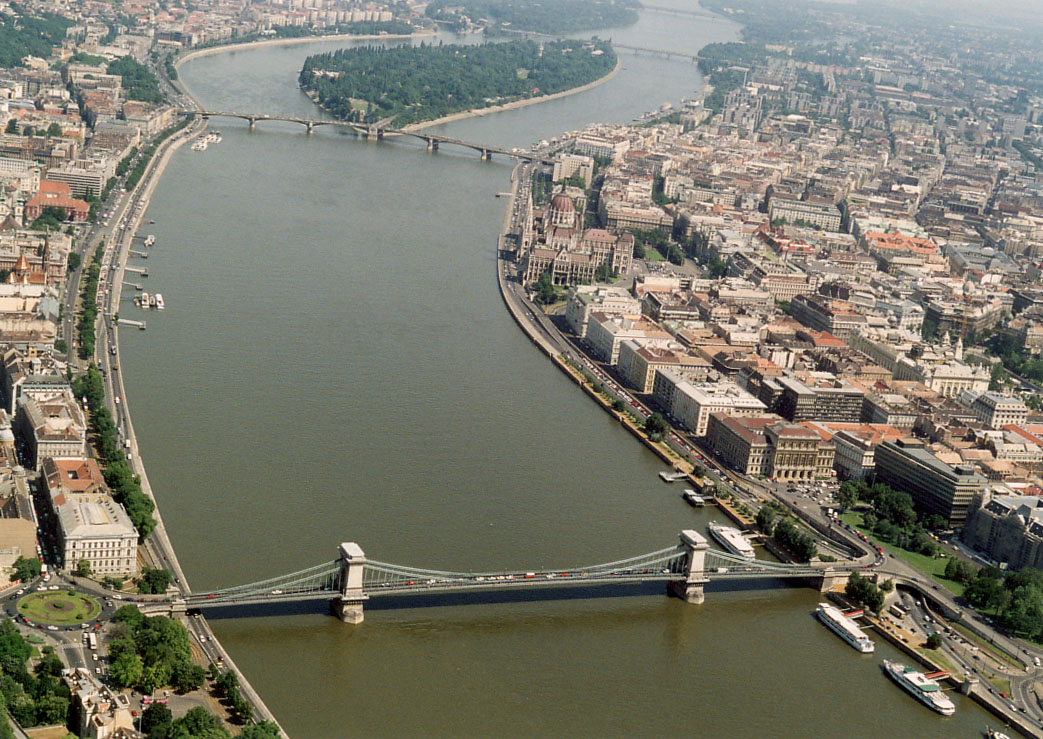
L'isola Margherita oggi (parte alta della foto)
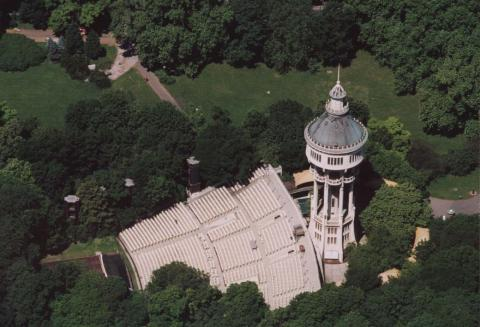
Il serbatoio idrico e il teatro all'aperto
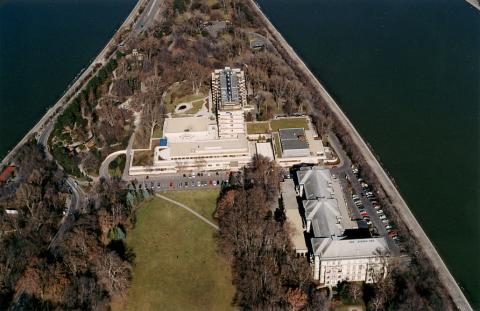
Hotel all'estremità nord
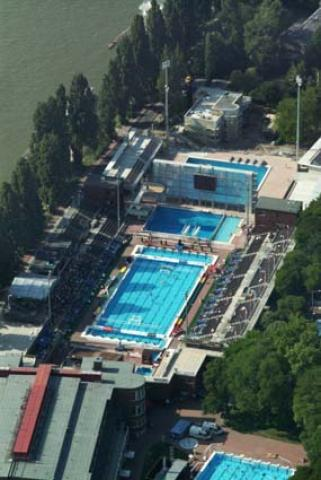
La piscina dell'impianto dello stadio del nuoto Alfréd Hajós
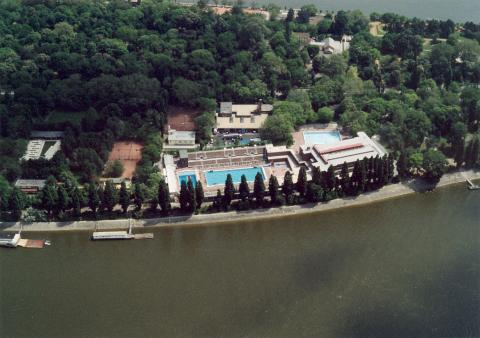
La piscina e gli alberi dell'isola
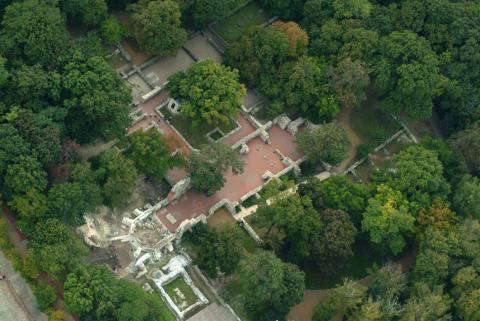
Rovine della vecchia chiesa